# كريس مكنيلي
كريس مكنيلي (بالإنجليزية: Chris McNealy)‏ مواليد 15 يوليو 1961 في فريسنو، هو لاعب كرة سلة أمريكي معتزل. بدأ مسيرته الاحترافية في سنة 1983. تم اختياره من قبل فريق سكرامنتو كينغز خلال الدرافت. حمل الرقم 14. يبلغ طوله 6 قدم 7 بوصة (2.0 م). اعتزل اللعب في 1999.

## المسيرة الاحترافية
لعب مع نيويورك نيكس من سنة 1985 إلى 1988، ثم لعب مع فورتيتودو بولونيا في الدوري الإيطالي في موسم 1989–1990، ثم لعب مع نادي مونتكاتيني الرياضي من سنة 1992 إلى 1995، ثم لعب مع نادي أندورا لكرة السلة في الدوري الإسباني في موسم 1995–1996.

## روابط خارجية
- كريس مكنيلي على موقع إن بي أي (الإنجليزية)
- كريس مكنيلي على موقع سبورتس رفرنس (الإنجليزية)
- كريس مكنيلي على موقع الدوري الإسباني لكرة السلة (الإسبانية)
- كريس مكنيلي على موقع كرة السلة الأوروبية.كوم (الإنجليزية)
- كريس مكنيلي على موقع كلية كرة السلة في سبورتس رفرنس.كوم (الإنجليزية)
- كريس مكنيلي على موقع ريلجم (الإنجليزية)
- كريس مكنيلي على موقع بروبوليرز (الإنجليزية)
- كريس مكنيلي على موقع سبورتس رفرنس (الإنجليزية)